# La mentalidad anticapitalista
La mentalidad anticapitalista (en inglés: The Anti-Capitalistic Mentality) es un libro escrito por el economista y pensador libertario de la Escuela Austriaca Ludwig von Mises. Es una investigación sobre las raíces psicológicas de la postura anticapitalista que Mises consideró extendida en la población general del mundo capitalista. Mises sugiere varias razones para esta mentalidad, principalmente su afirmación de que la libre competencia en la economía de mercado lleva a que la posición social de cada individuo dependa con exclusividad de su propio mérito, lo que no permite excusas para los propios fracasos. Así, la mentalidad anticapitalista sólo podría sustentarse en motivos psicológicos como el resentimiento o bien, en la ignorancia sobre el verdadero funcionamiento de la economía de mercado.

## Formas de resentimiento anticapitalista
"En una sociedad basada en la casta y el estatus, el individuo puede atribuir un destino adverso a condiciones más allá de su propio control. [Por ejemplo] Es un esclavo porque los poderes sobrehumanos que determinan todo devenir le habían asignado este rango. [...] Es otra cosa muy distinta bajo el capitalismo. Aquí, la posición de cada uno en la vida depende de su propia acción [...] La influencia del principio, para cada uno según sus logros, no permite ninguna excusa para sus defectos personales" (págs. 11-12)
En efecto, considera Mises  que bajo un sistema capitalista todo individuo emprendedor tiene la oportunidad de pasar de una situación de bajo nivel económico hacia una situación de riqueza, realización personal y prosperidad; lo único que necesita hacer es: satisfacer las necesidades del consumidor". Frente a esta carga, muchos a los que les ha ido mal en la economía de mercado sienten resentimiento y, consciente o inconscientemente, buscan un chivo expiatorio para quitarse la culpa y recuperar la imagen que tienen de sí mismos. Entre las distintas formas que puede adoptar este resentimiento está el que Mises llama "resentimiento de la ambición frustrada". Es el caso de los individuos que, habiendo fracasado en sus ambiciones, detestan que otros tengan éxito y buscan un Gobierno que condene el mérito y ponga trabas al sano crecimiento de esos triunfadores.
Otra forma de resentimiento es "el de los intelectuales". Mises describe en este apartado la frustración de personas  de un alto nivel educativo que se frustran al ver que una persona menos educada que ellos, pero que sí encontró la manera de satisfacer las necesidades de los consumidores, pueda tener mucho más dinero, confort y prestigio.
Finalmente menciona el "resentimiento de los oficinistas". Estos viven engañados pensando que su trabajo de redactar notas, responder llamadas telefónicas y leer escritos es equiparable a la actividad empresarial. Por ello manifiestan su resentimiento al notar un emprendedor que quizás sólo ejecute tareas manuales, pero tiene mayor capacidad para asumir riesgos, gane más dinero. 

## Malentendidos comunes
Según von Mises, la filosofía marxista ha influido mucho en la forma en que el público en general interpreta su condición económica y percibe el capitalismo. El alto nivel de vida del asalariado medio se considera un resultado inevitable del "progreso autoactivo", similar a las "fuerzas productivas materiales" de Marx. Se cree que estas fuerzas productivas materiales (por ejemplo, las innovaciones tecnológicas) no solo son independientes del capitalismo, sino que eventualmente obligarán al capitalismo a ceder a formas más avanzadas de organización socialista. Hasta ese día, los capitalistas seguirán negando a los trabajadores su parte justa de este progreso.
La noción de "participación justa" carece de significado, porque tanto el capital como el trabajo son necesarios para producir bienes y es imposible asignar una proporción del producto final como perteneciente al trabajo o al capital. También sostiene que, lo que es aún más importante, el aumento histórico en las recompensas del asalariado promedio se debe únicamente a la acumulación de capital y, en particular, al "hecho de que la tasa de acumulación de capital excede la tasa de aumento de la población" (p. 88). Según von Mises, "Todas las doctrinas pseudoeconómicas que deprecian el papel del ahorro y la acumulación de capital son absurdas [...] Lo que ha mejorado el nivel de vida de los asalariados es el hecho de que el equipo de capital per cápita ha aumentado el número de hombres deseosos de ganar un salario. Es una consecuencia de este hecho que una porción cada vez mayor de la cantidad total de bienes utilizables producidos va a los asalariados" (p. 89)

## Crítica
The Economist lo llamó una caricatura "rotundamente tonta" del liberalismo económico y "un librito triste" que es simplista y dogmático y muestra "superficialidad arrogante" en un tono abusivo. La reseña sugirió que el libro recibiría "calificaciones bajas si un estudiante de segundo año lo presentara a su tutor", y que "el caso de la libertad ... está mal servido" por un libro de este tipo. Acusó a von Mises de caer en la falacia del hombre de paja y de despreciar los hechos de la naturaleza humana, comparándolo en ese sentido con los marxistas. El comentarista conservador y ex comunista Whittaker Chambers publicó una revisión igualmente negativa en la National Review, afirmando que la tesis de Mises de que el sentimiento anticapitalista estaba arraigado en la "envidia" personificaba el "conservadurismo que no sabe nada" en su máxima expresión.

## Historia de publicación
- D Van Nostrand Company, 1956.
- Libertarian Press, 1981.
- Liberty Fund, 2006, ISBN 0865976708 (tela), ISBN 0865976716 (libro de bolsillo).
- Instituto Ludwig von Mises, 2008 (reimpresión de la edición de Van Nostrand).

### Traducciones
- Alemán: Die Wurzeln des Antikapitalismus, Frankfurt am Main: Knapp, 1979 ISBN 978-3781902206.
- Italiano: La mentalità anticapitalistica, Roma: Armando, 1988.
- Coreano: 자본주의정신과반자본주의심리 / Chabonjuŭi chŏngsin kwa panjabonjuŭi simni, 한국경제연구원, Sŏul Tʻŭkpyŏlsi : Hanʼguk Kyŏngje Yŏnʼguwŏn, 1995 ISBN 978-8980310302.
- Polaco: Mentalność antykapitalistyczna, Cracovia: Wydawnictwo Arcana, 2005 ISBN 978-8386225873.
- Español: La mentalidad anticapitalista, Valencia: Fundación Ignacio Villalonga, 1957.
- Sueco: Den antikapitalistiska mentaliteten, Estocolmo: Natur & Kultur, 1957.